# Nowa Wieś (gmina Bolesławiec)
Nowa Wieś – wieś w Polsce położona w województwie dolnośląskim, w powiecie bolesławieckim, w gminie Bolesławiec.
W latach 1975–1998 miejscowość należała administracyjnie do województwa jeleniogórskiego.

## Historia
Najstarsza wzmianka o wsi pochodzi z 1259, była ona prawdopodobnie własnością klasztoru w Dąbrowie. 9 lutego 1488 na północ od wsi rozegrała się bitwa pomiędzy wojskami czeskimi księcia Jerzego Podiebradowicza, a węgierskimi, wspieranymi przez rycerstwo śląskie. W bitwie tej odznaczył się Ulryk von Schaffgotsch, pan na zamku Gryf. Wojska czeskie liczące 1500 wojów zostały rozbite.